# Mürwik
Mürwik (dun.: Mørvig) – część miasta Flensburga po wschodniej stronie Zatoki Flensburskiej.
W Mürwik znajdowała się akademia marynarki wojennej, przygotowująca do służby w niemieckiej marynarce wojennej.
Po samobójstwie Adolfa Hitlera, Mürwik był siedzibą prezydenta Niemiec Karla Dönitza, a po samobójstwie Josepha Goebbelsa został tu również powołany rząd Lutza Schwerina von Krosigka. Władze Rzeszy urzędowały aż do ich aresztowania i rozwiązania w dniu 23 maja 1945 r.

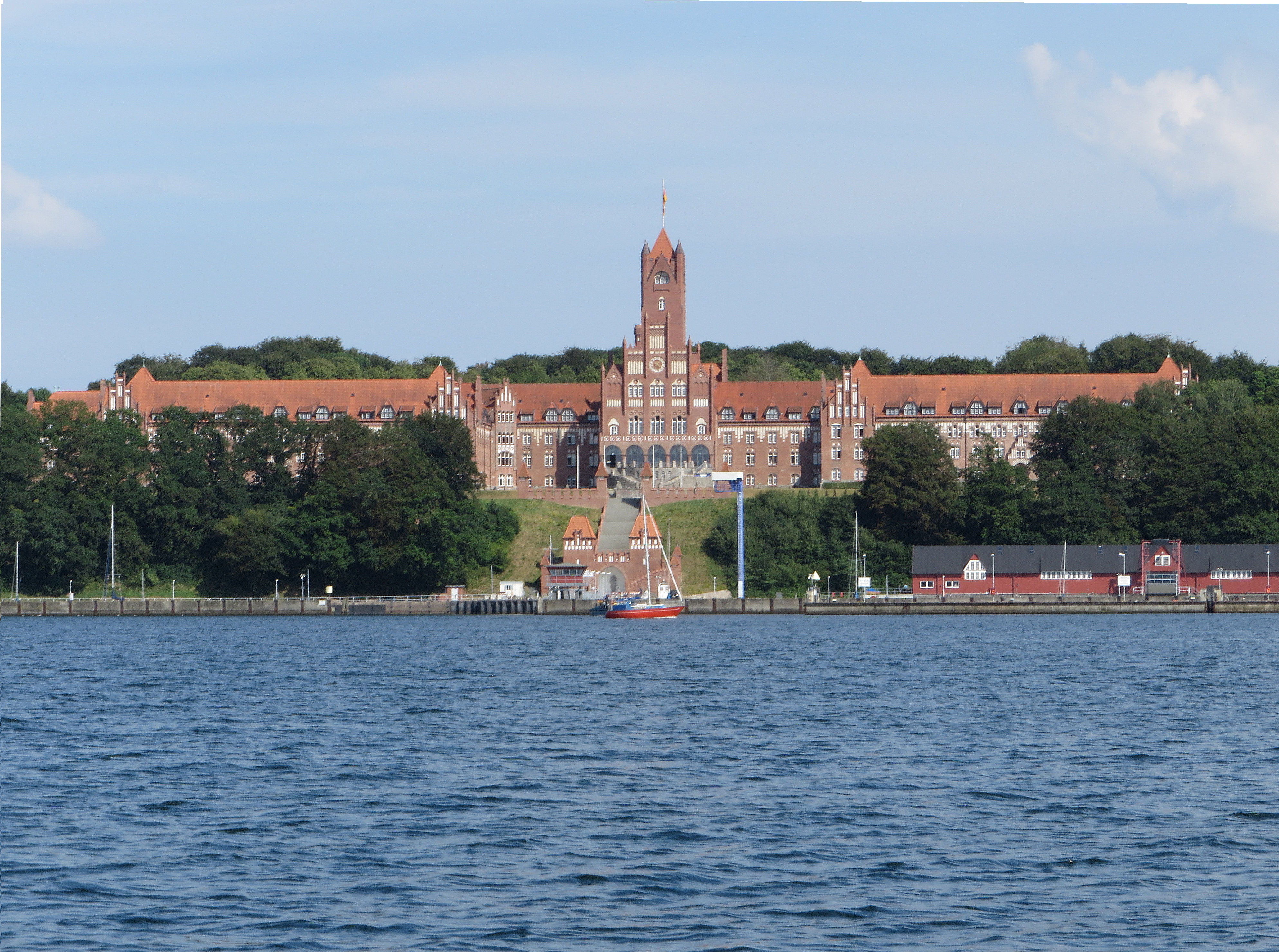
Marineschule Mürwik (akademia marynarki wojennej)
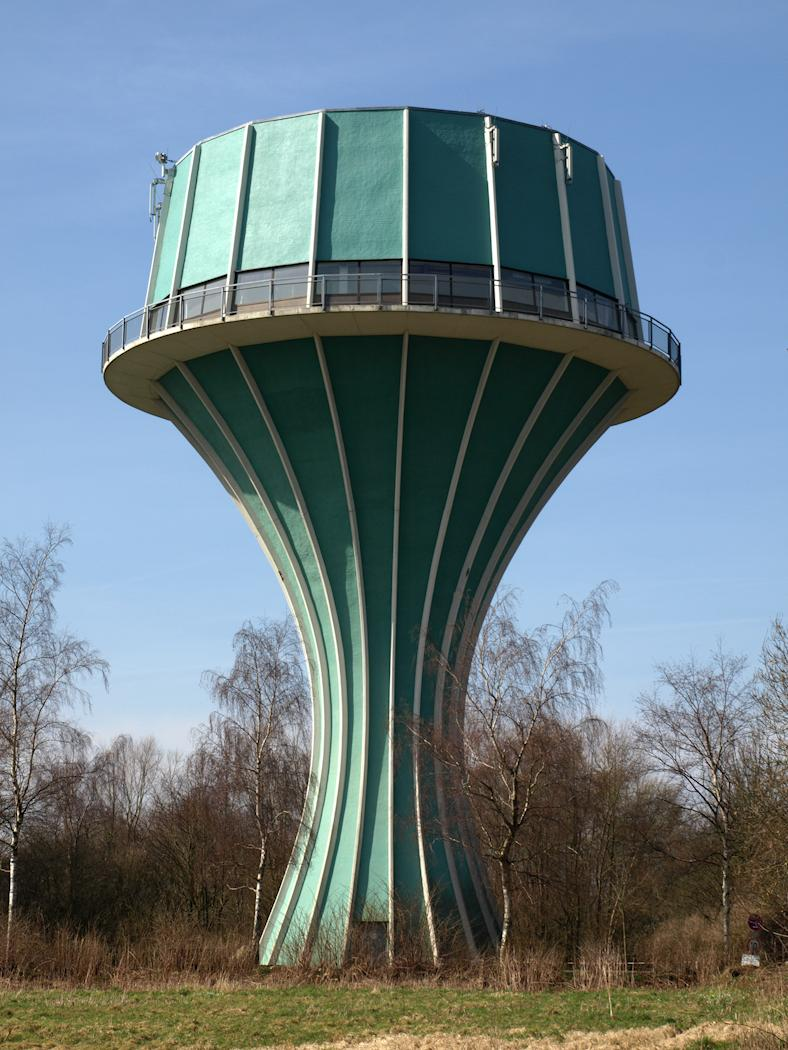
Mürwik, Wieża ciśnień
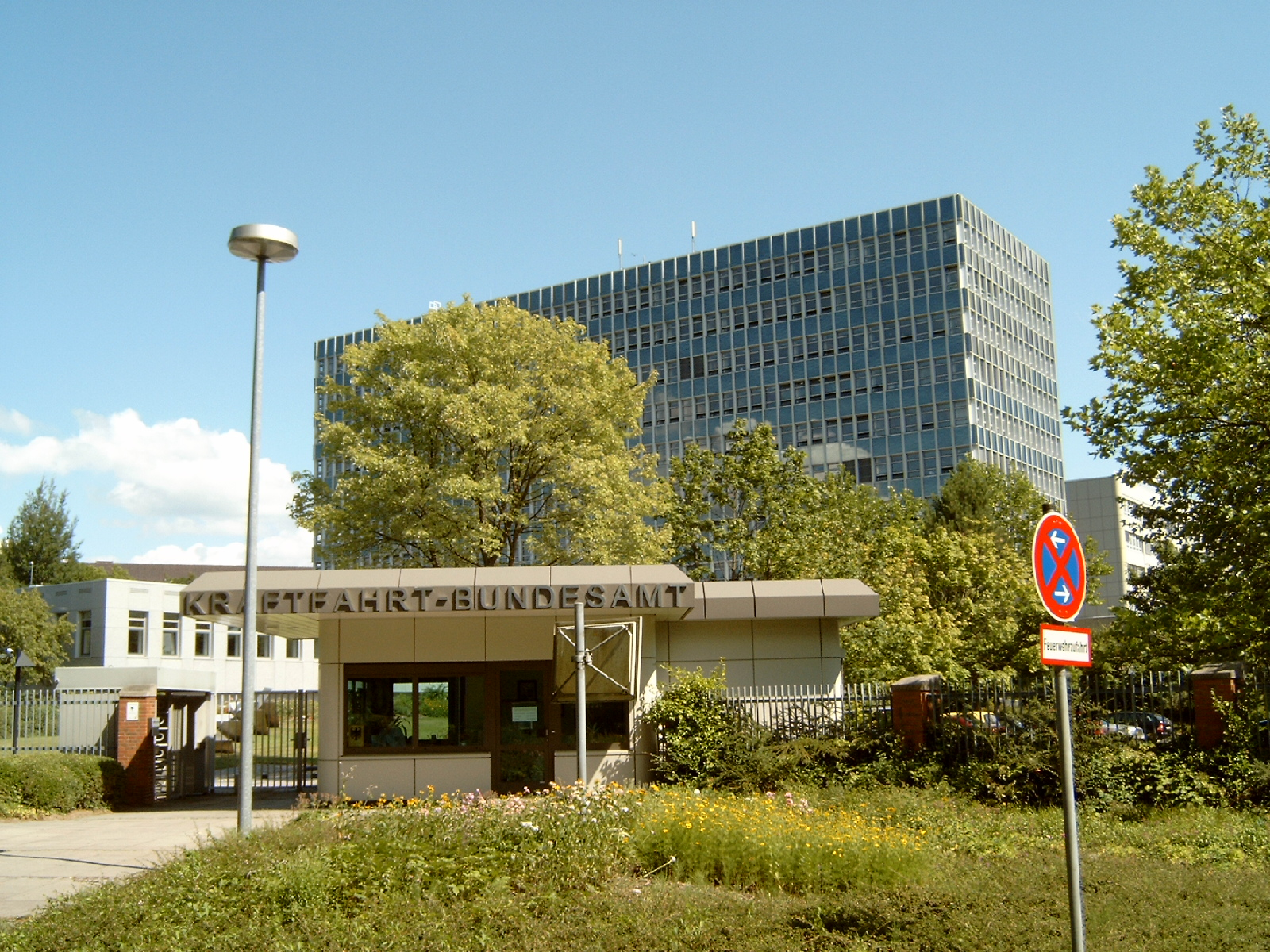
Kraftfahrt-Bundesamt
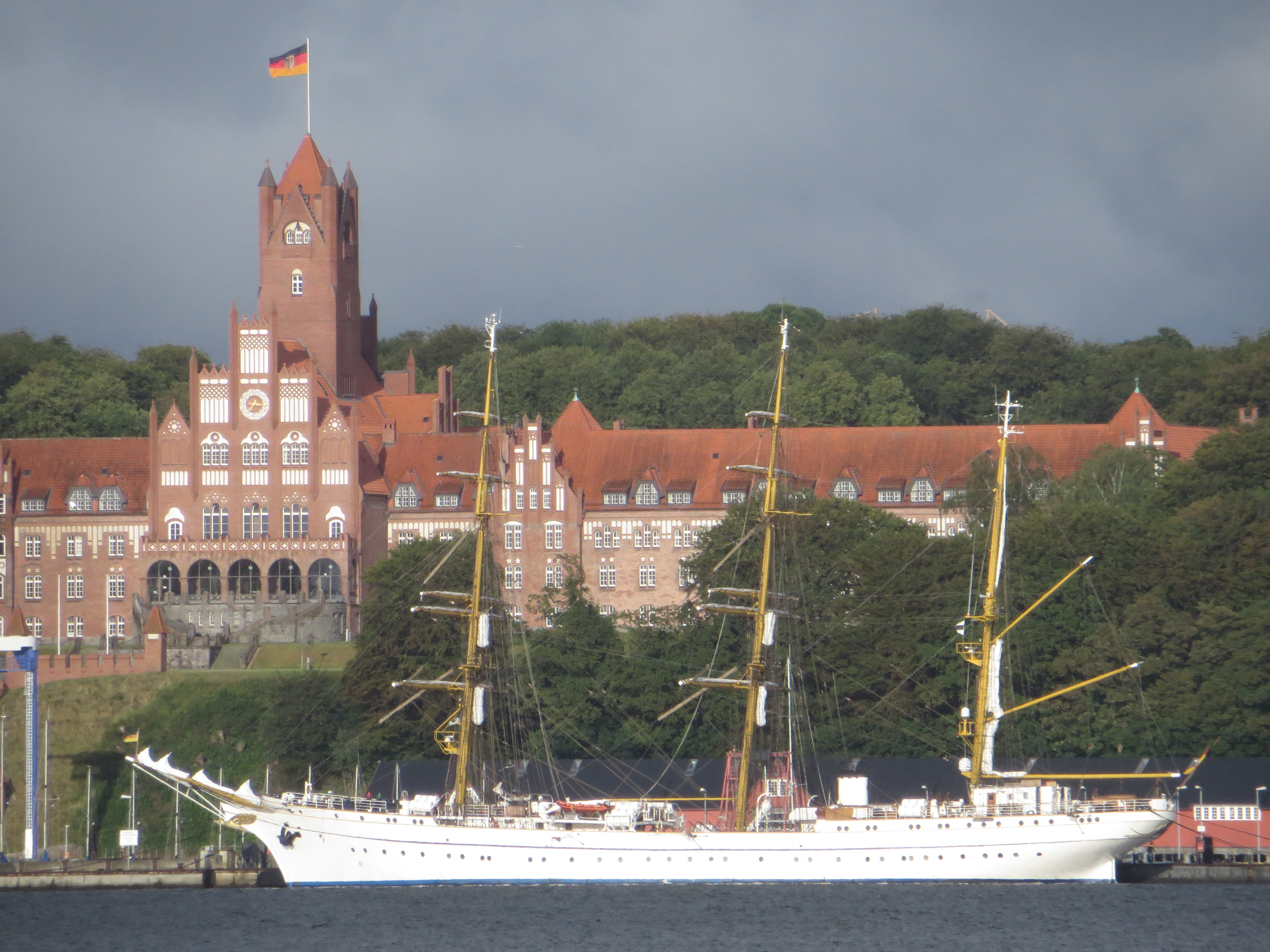
Gorch Fock II
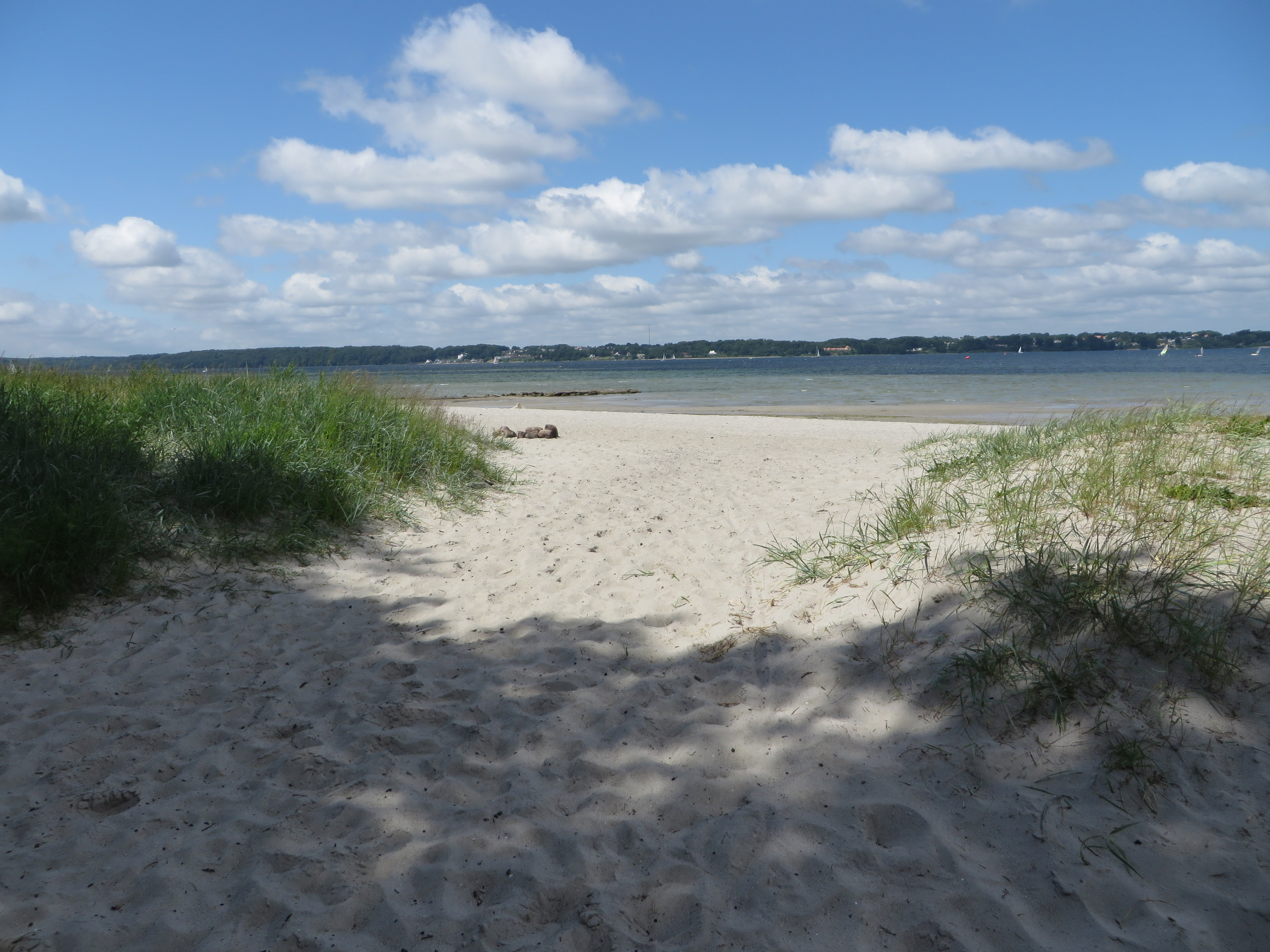
Plaża w Mürwik